# Medicago orbicularis

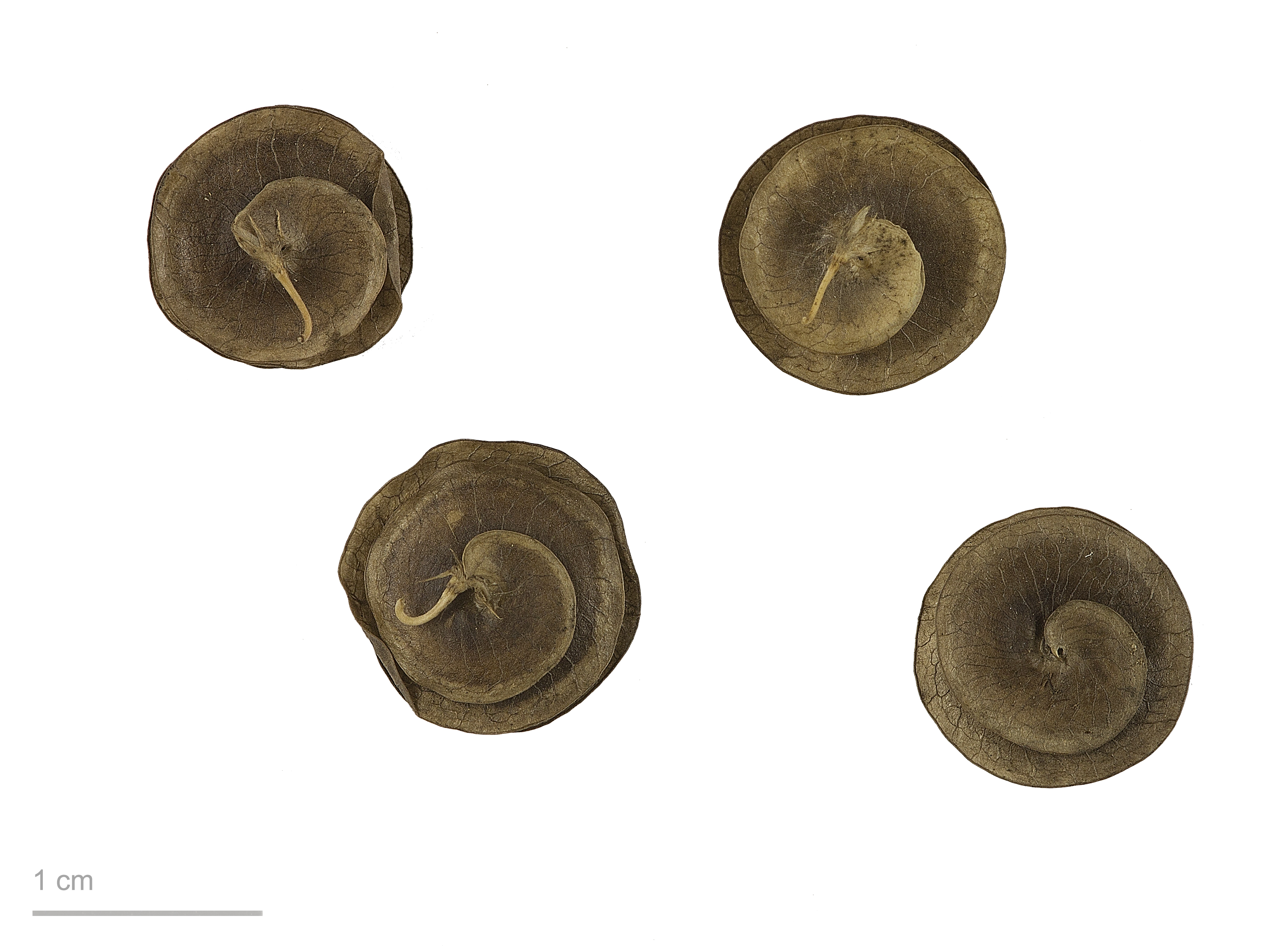
Medicago orbicularis - MHNT

Medicago orbicularis es una especie botánica de planta anual leguminosa del género Medicago. 

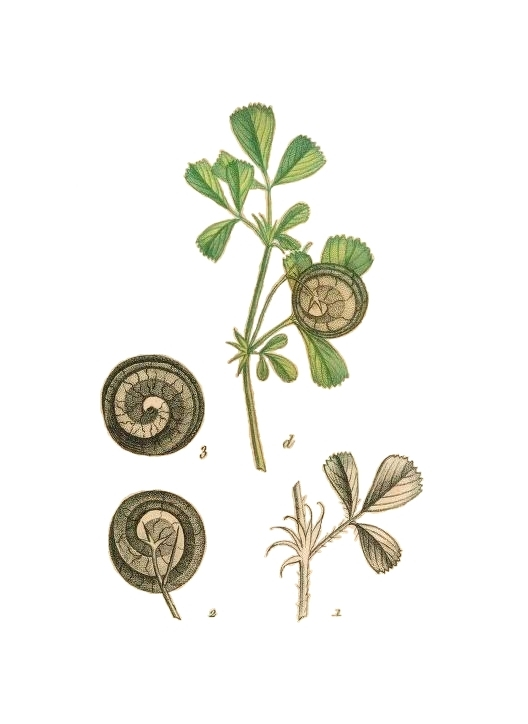
Ilustración

## Descripción
Es silvestre de 10 a 80 cm de altura, hojas trifoliadas y flores de 2 a 5 cm de largo, amarillas, formando racimos pequeños de una a cinco flores. La legumbre forma una espiral aplanada sin espinas muy característica que permite identificarlo fácilmente del resto de especies del género.

## Hábitat
Se la halla en la cuenca del Mediterráneo, islas Canarias y sudeste de Asia. Forma relaciones simbióticas con la bacteria Sinorhizobium medicae, capaz de la fijación de nitrógeno. Vive en terrenos pedregosos y tierras de cultivo.

## Taxonomía
Medicago orbicularis fue descrita por (L.) Bartal. y publicado en Cat. Piante Siena 60. 1776.
Citología
Número de cromosomas de Medicago orbicularis (Fam. Leguminosae) y táxones infraespecíficos:  2n=16
Etimología
Medicago: nombre genérico que deriva del término latíno medica, a su vez del griego antiguo: μηδική (πόα) medes que significa "hierba".
orbicularis: epíteto latíno que significa "orbicular".
Sinonimia
- Medicago applanata Hornem.
- Medicago biancae (Urban) Pinto da Silva
- Medicago cuneata J.Woods
- Medicago marginata Willd.
- Medicago polymorpha var. orbicularis L.
- Medicago ambigua Jord. ex Boreau[5]

## Nombre común
- Castellano: alfalfillo, caracolillo (2), carretilla (2), carretillas, carretones, carretón (6), carretón ananillao, carretón pelón, cuerno de carnero, mielga de caracolillo (8), trébol.(el número entre paréntesis indica las especies que tienen el mismo nombre en España)[6]